# Smrt krásných srnců
Smrt krásných srnců é um filme de drama tchecoslovaco de 1986 dirigido e escrito por Karel Kachyňa e Ota Pavel. Foi selecionado como represente da Tchecoslováquia à edição do Oscar 1987, organizada pela Academia de Artes e Ciências Cinematográficas.

## Elenco
- Karel Hermánek - Pai
- Rudolf Hrusínský - Prosek
- Jirí Krampol - Hejtmánek
- Lubor Tokos - Nejezchleb
- Marta Vancurová - Mãe
- Dana Vlková - Irma
- Marek Valter - Prdelka
- Ladislav Potmesil - Korálek
- Oldrich Vlach - Studený
- Milan Riehs - Jakubícek